# Частно училище „Увекинд“
Частно средно училище „Увекинд“ е частна образователна институция, която предлага обучение, обхващащо възрастите от детската градина до гимназиалните класове.

## Структура
Училището е основано през 1997 година, лицензирано е от МОН за всички образователни степени, от IBO за две програми, които обхващат класовете от 6 до 12 и е кандидат училище за третата програма, чиито принципи и практики се прилагат в началното училище и 5 клас. Училището е единственото в България, което работи както по националните програми, така и по международни, във всички степени – от началното училище до гимназията.
В Увекинд учат повече от 480 деца, за които работи екип от над 95 преподаватели.
В политиката на училището чуждоезиковото обучение се осмисля не само в комуникативен план, а и като инструмент за придобиване на познания във всички области. Цел на чуждоезиковото обучение в Увекинд е получаването на диплома/сертификат най-малко за един от двата основни езика, които се изучават – немски и английски език. За сертифицирането на учениците в гимназиалните класове се работи съвместно с Гьоте Институт и Cambridge English Language Assessment. Така се постигат добри резултати с цел получаване на Fit in Deutsch 1 за ниво А1, Fit in Deutsch 2 за ниво А2, Zertifikat für Jugendliche за ниво В1, Goethe-Zertifikat B2, Goethe-Zertifikat C1 в немска и английска гимназия „Увекинд“ 
От 2011 година, „Увекинд“ е едно от малкото училища в България, лицензирано да преподава по международните програми на International Baccalaureate Organization . По този начин учениците в немска и английска гимназия „Увекинд“ получават шанса за езиково сертифициране по немски и английски език, което е международно признато.
Въз основа на успеха от матурите след 7 клас през 2015, „Увекинд“ е класирано на 17 място в класацията на училищата в град София.
Освен с гимназиално, основно и начално училище, „Увекинд“ разполага и със собствена частна детска градина. Водещо при отглеждането и възпитанието на малките деца в градината е не само ранното чуждоезиково обучение, а и интердисциплинарната работа. През 2018 гимназията се мести от Калиакра на Руски Паметник, близо до болница Пиргов.

## История
- 1997 г. – основаване на училището.
- 2011 г. – първият гимназиален клас.
- 2011 г. – единственото училище в България, което предлага две IB програми – Middle Years Programme(MYP)[6] и Diploma Programme (DP)[7].
- 2014 г. – отваряне на трета сграда в София, ул. Калиакра №5.
- 2015 г. – в началното училище се стартира подготовка по програмата на IPC[8].
- 2018 г. – гимназията се мести от Калиакра на Руски Паметник, близо до болница Пирогов.

## Адрес
„Увекинд“ се намира на няколко локации в София.
- Частна детска градина „Увекинд“ – гр. София, кв. Бояна, ул. Деян Гьоргов 4;
- Частно начално и основно училище „Увекинд“ – гр. София, кв. Княжево, ул. Войводина могила 136;
- Частна гимназия „Увекинд“ – гр. София, ул. Владайска 48;